# Biman Bangladesh Airlines
Biman Bangladesh Airlines (Bengaals: বিমান বাংলাদেশ এয়ারলাইন্স , Bimāna bānlādēśa ēẏāralā'insa) is de nationale luchtvaartmaatschappij van Bangladesh met haar thuisbasis in Dhaka.

## Geschiedenis
Biman Bangladesh Airlines is opgericht in 1972 onder de naam Air Bangladesh.Voor de start van de eerste vluchten is de naam al gewijzigd in de huidige naam.

## Diensten
Biman Bangladesh Airlines voerde in juli 2007 lijndiensten uit naar:
Binnenland:
- Chittagong, Cox's Bazar, Dhaka, Sylhet.

Buitenland:
- Abu Dhabi, Bangkok, Calcutta, Dhahran, Delhi, Jeddah, Doha, Dubai, Hongkong, Karachi, Kathmandu, Koeweit, Kuala Lumpur, Londen, Muscat, Riyad, Rome, Singapore.

## Vloot
De vloot van Biman Bangladesh Airlines bestond op  juli 2016 uit:
- 2 Airbus A310-300
- 4 Boeing 737-800
- 2 Boeing 777-200
- 4 Boeing 777-300ER
- 2 Bombardier Dash8-Q400